# Rotenburg Cyclones
Die Rotenburg Cyclones (offiziell: Cyclones Sports Family e. V.) war ein deutsches American-Football-Team, das im Sommer 1987 in Rotenburg (Wümme) gegründet und zum 31. Dezember 2021 aufgelöst wurde.
Mit Wirkung zum 1. Januar 2022 wurde das Team Rotenburg Wolverines  als Sparte des TuS Rotenburg neugegründet.

## Geschichte

### Bis zur ersten Auflösung
Die Rotenburg Cyclones wurden im Juli 1987 von einigen Footballfreunden um Trainer Jürgen Rinck gegründet und bestritten 1988 ihre erste Saison in der Verbandsliga Nord, in der jedoch jedes Spiel verloren wurde. Dieser Saison folgten zwei aufeinander folgende Meistertitel und 1990 der Aufstieg in die zweite Bundesliga Nord. Hinter den Berlin Rebels konnten die Rotenburg Cyclones 1991 den zweiten Platz belegen, was den bisherigen Höhepunkt der Vereinsgeschichte bedeutet. Das Jahr 1992 brachte jedoch keinen Erfolg. Von 12 Spielen konnte nur ein einziges gewonnen werden. Am Ende der Saison waren die Cyclones stark aufgerieben und es folgte eine Pause. In der Saison 1994 starteten die Cyclones in der Landesliga Nord B und wurden erneut Meister. In den drei folgenden Jahren konnte sich das Team in der Oberliga etablieren. Ende Jahres 1997 beschlossen die Rotenburg Cyclones zusammen mit den benachbarten Zeven Flames ein gemeinsames Football-Team ins Leben zu rufen, die Rotenburg Wümme Pikes. Einer katastrophale Premierensaison folgte nach nur einem Jahr zur sofortigen Wiederauflösung.

### Neugründung, Zusammenschluss und erneute Auflösung
Im Jahr 2002 wagten einige ehemalige Spieler einen Neuanfang und der Verein wurde unter dem Namen Cyclones Sports Family e. V., dem die Rotenburg Cyclones und das Cheerleading-Team Rotenburg Twisters angehören, neu gegründet. Im Herbst 2006 richteten die Rotenburg Cyclones dann erstmals wieder Spiele aus und meldeten ein Team für die Verbandsliga 2007 an.
Nachdem sowohl die Rotenburg Cyclones als auch die Zeven Flames eine schwache Saison 2009 spielten entschieden sich beide Teams im September des Jahres zu einer Spielgemeinschaft mit den Vechta Wild Things. Das neue Team wurde Zeven Northern United genannt und trat 2010 in der Verbandsliga Niedersachsen Nord an. Gleich im ersten Jahr konnten sie eine 'perfect season' spielen und in die Oberliga aufsteigen. Den größten Erfolg ihrer neuen Geschichte feierten die U19-Mannschaft im Jahre 2018 mit der Meisterschaft der Oberliga-Nord bei sieben Siegen und nur eine Niederlage. Ab 2019 war der Verein in Rotenburg gemeldet und hieß fortan Rotenburg Northern United. Im selben Jahr schlossen sich die Bremer Rebels der Vereinigung an.
Zum Jahreswechsel 2021/2022 wurde die Rotenburg Cyclones Sports Family, unter dessen Dach Northern United spielte, aufgelöst. Die Spieler schlossen sich dem Turn- und Sportverein Rotenburg von 1861 e.V. an, wo sie als Rotenburg Wolverines eine neue Abteilung bilden.

## Teams
- Herren
- U19
- U16
- Jugend Flag Football (8–15 Jahre)